# Сарбиново (Дебно)
Сарбиново (пољ. Sarbinowo), село је у административној јединици Дебно, у округу (повјату) Мислибуршки, Западнопоморско војводство, у сјеверозападном дијелу Пољске. Налази се око 10 km јужно од Дебна, 35 km југозападно од Мислибурга и 86 km јужно од главног града Западнопоморског војводства, Шчећина.
Село има 490 становника.

## Историја
Првобитно, мјесто је било насељено западносоленским племенима, а први пут у писаним документима се помиње 1261. године као Торбармсторп, када је мјесто било у посједству витезова Темплара. До 1335. године село је познато као Тзорбенсдорф у регији Нојмарк, Маркгрофовије Бранденбург.
Од године 1540. село пада под утицај Јохаана, маркграфа Бранденбург-Кустрина. То се десило након битке код Зорндорфа, у којој су се Прусци под Фредериком Великим борили против Руса под командом Вилима Фермора 25. августа 1758. године. Битка је била једна од крвавих борби током седмогодишњег рата. Зорндорф је постао дио покрајине Бранденбург 1815. године, те Њемачког царства 1871. године.
Након Другог свјетског рата, регион је постао дио Пољске, граничним промјенама проглашеним на конференцији у Потсдаму, а локални Нијемци су протјерани и постепено замијењени са пољским насељеницима.